# Celestino Rodrigo
Celestino Rodrigo (Buenos Aires, 19 de maig de 1915 – Mar del Plata, 13 de desembre de 1987) va ser un enginyer i polític argentí, que exercí el càrrec de Ministre d'Economia i Finances Públiques de l'Argentina l'any 1975 durant el govern de María Estela Martínez de Perón. És especialment recordat per haver aplicat una política d'ajustament fort, anomenada popularment el Rodrigazo: una devaluació del 60% del valor de la moneda i un augment brusc dels preus dels combustibles i l'energia. Va ser obligat a dimitir, envoltat en una crisi política.
Durant la presidència de Juan Domingo Perón treballà en el Banco Nacional de Desarrollo.
Exercí com docent universitari i director d'empreses industrials i mineres.
Durant la tercera presidència de Perón, i la de la seva vídua, María Estela Martínez, va ser gestor de diversos projectes d'aliança petroliera amb Líbia i d'una Cruzada de la Solidaridad que va esdevenir escàndol públic. Va entrar en contacte amb el Ministre José López Rega.
Després del Cop d'Estat de març de 1976, Rodrigo va ser arrestat, acusat entre altres càrrecs de malversació de fons públics. Va ser alliberat l'any 1980.